# Tuboovarialabszess
Ein Tuboovarialabszess (TOA) ist eine Form einer Unterleibsentzündung, auch als Beckenentzündung (englisch Pelvic inflammatory disease; PID) bezeichnet, ein Sammelbegriff in der Gynäkologie für infektionsbedingte Entzündungen im Unterbauch. Es liegt eine umschriebene Eiteransammlung vor, die sowohl den Ovar als auch die Tube umfasst. Es handelt sich um ein ernste Erkrankung mit starken Schmerzen, Fieber bis zur Sepsis.
Die Behandlung erfolgt meist durch Kombination von Antibiotika und Operation. Bei einer seltenen Ruptur kann eine diffuse Peritonitis entstehen mit Septischem Schock und der Notwendigkeit einer Notfall-OP.

## Verbreitung
Bei etwa 15 % der Frauen mit einer akuten oder chronischen Salpingitis entwickelt sich ein TOA, bei später oder unvollständiger Behandlung häufiger.
Generell kann eine Unterleibsentzündung (PID) zu einem solchen Abszess auch zu einer Peritonitis bis hin zum Fitz-Hugh-Curtis-Syndrom führen.
Meist handelt es sich um Frauen im gebärfähigen Alter, bevorzugt nach einer Infektion des oberen Genitaltraktes, seltener auch als Komplikation nach einer Hysterektomie.
Nicht so selten kommt es zu einem TOA bei Verwendung eines Intrauterinpessars.

## Klinische Erscheinungen
Klinische Kriterien sind:
- Schmerzen
- Fieber
- Peritonismus
- Leukozytose
- eventuell tastbare Resistenz im Bereich der Adnexe

Bei einer Abszessruptur kann sich unter rascher Verschlechterung ein septischer Schock entwickeln.

## Differentialdiagnostik
Abzugrenzen ist ein Tuboovarialkomplex, eine infizierte und entzündete Adnexe mit Ödemen und Wandverklebungen, aber ohne Abszesswand, weiterhin Appendizitis, Cholezystitis, Nierensteine, Leistenbruch, Obturatorhernie oder Darmverschluss.

## Therapie
Die Behandlung erfolgt je nach Ausprägung der Befunde durch Antibiotikagabe und/oder durch Drainage. Bei Rupturverdacht ist ein sofortiger operativer Eingriff indiziert.